# Аннеліс
«Аннеліс» (англ. Annelies) — роман Девіда Р. Гілхема, виданий у 2019 році, у якому зображено, як Анна Франк пережила термін у концтаборі Берген-Бельзен і возз'єдналася зі своїм батьком Отто Франком.

## Фон
Гілхем заявив, що він задумав роман після того, як прочитав «Щоденник Анни Франк», коли йому було близько 20 років, і цікавився, які твори написала б доросла Анна Франк. У нього були попередні спроби написати роман, але та, яка зрештою створила книгу, почалася приблизно в 2011 році.
У рамках свого дослідження він провів інтерв'ю голландця, який був знайомий з Отто Франком, дивився інші інтерв'ю, читав спогади людей, які пережили Голокост, та інші книги про Анну Франк. Він також відвідав два концтабори, Аушвіц-Біркенау та Берген-Бельзен, а також відвідав Амстердам. Коли він випустив роман, йому був 61 рік. Це другий роман Гілхема.

## Сюжет
Роман прослідковує життя Анни та зображує смерть її сестри Марго Френк. Після війни Отто приховує щоденник Анни, і Анна починає з ним сваритися. Стів Пфаррер з газети Daily Hampshire Gazette писав, що Анна Гілхема «поперемінно розлючена, у відчаї та охоплена почуттям провини». Анна Франк намагається поспілкуватися з хлопчиком і починає палити сигарети, за що її критикують інші люди, які пережили Голокост. Після розкриття щоденника Анна стає менш войовничою і використовує щоденник, щоб висвітлити те, що з нею сталося.

## Відгуки
Сьюзен Еллінгвуд з The New York Times заявила, що Гілхем «добре впорався» з показом Анна, яка страждає від почуття провини, але сценарій між Анною та Отто її дратував і «залишив читача розчарованим у цій дівчині, яку вони колись кохали». Зрештою Еллінгвуд вважав, що оригінальний «Щоденник Анни Франк» уже добре обслужив читачів.
Петті Рул з USA Today поставила книзі три з чотирьох зірок. Вона дійшла висновку, що «роман, який нагадує світові пам'ятати про Анну Франк, дуже вітається», хоча «жоден письменник, яким би обдарованим не був, не міг би змагатися з могутністю Анни Франк».
Publishers Weekly стверджував, що книга «розчаровує», посилаючись на післявоєнний сегмент, і що вона «ніколи не виправдовує обіцянку своєї передумови», незважаючи на «благородні зусилля» та якість дослідження.
Kirkus Reviews стверджував, що якість написання була помітно гіршою, ніж оригінальний щоденник, і що «плоскостопість оповідання послаблює вплив»; він додав, що ця концепція є «сміливим ризиком».